# Macrovanua angusta
Macrovanua angusta är en insektsart som först beskrevs av Frederick Arthur Godfrey Muir 1921.  Macrovanua angusta ingår i släktet Macrovanua och familjen Tropiduchidae. Inga underarter finns listade i Catalogue of Life.